# Disentis/Mustér
Disentis/Mustér (deutsch Disentis [ˈdiˑsəntiˑs], rätoromanisch Mustérⓘ [muˈʃteː]; seit 1963 ist Disentis/Mustér die offizielle Bezeichnung) ist eine politische Gemeinde im Schweizer Kanton Graubünden. Sie liegt in der Region Surselva.

## Ortsname
Die Abstammung des Wortes Disentis ist nicht eindeutig. Es gibt zwei Erklärungen: 1. von Desertina (‚Einöde‘), 2. vom lateinischen Wort dissentire, die Weggabelung/Verzweigung, was zur Lage des Ortes passen würde. Das romanische Mustér stammt vom Lateinischen monasterium (‚Kloster‘).

## Geographie
Der Wintersport- und Kurort liegt in der Cadi im oberen Teil der Surselva, am Zusammenfluss des Medelser Rheins mit dem Vorderrhein. Im Süden von Disentis fliesst der Rein d’Acletta, der in den Vorderrhein mündet. Auf dem Gipfel des Piz Cazarauls findet sich ein Dreikantonseck zu den Kantonen Glarus und Uri ().
Nachbargemeinden sind Medel (Lucmagn), Sumvitg und Tujetsch im Kanton Graubünden, Glarus Süd im Kanton Glarus sowie Silenen im Kanton Uri.

### Gemeindegliederung
Zur Gemeinde gehören die Dörfer Segnas, Mumpé Tujetsch, Mumpé Medel, Acletta, Disla und Cavardiras.

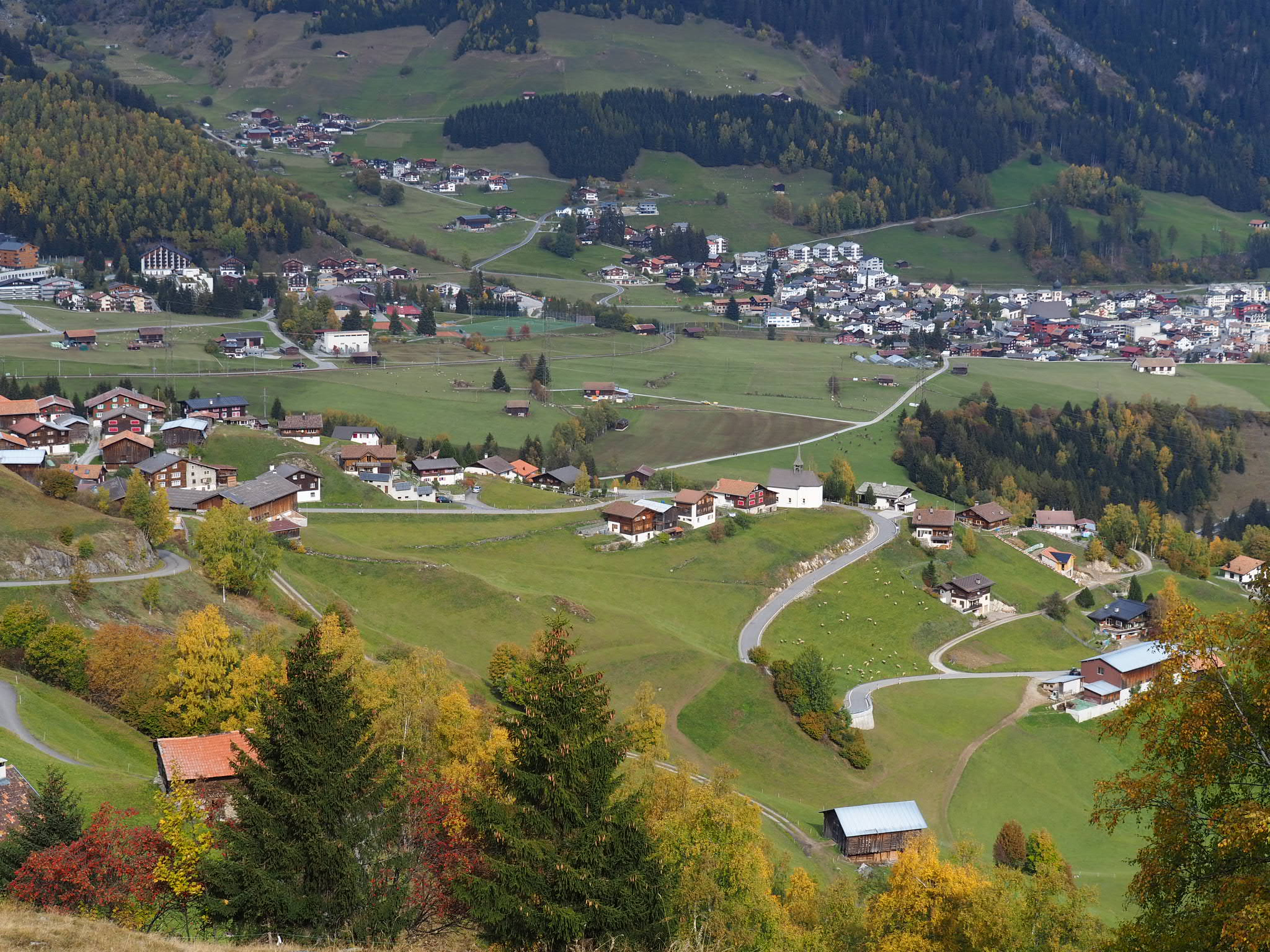
Mumpé Medel
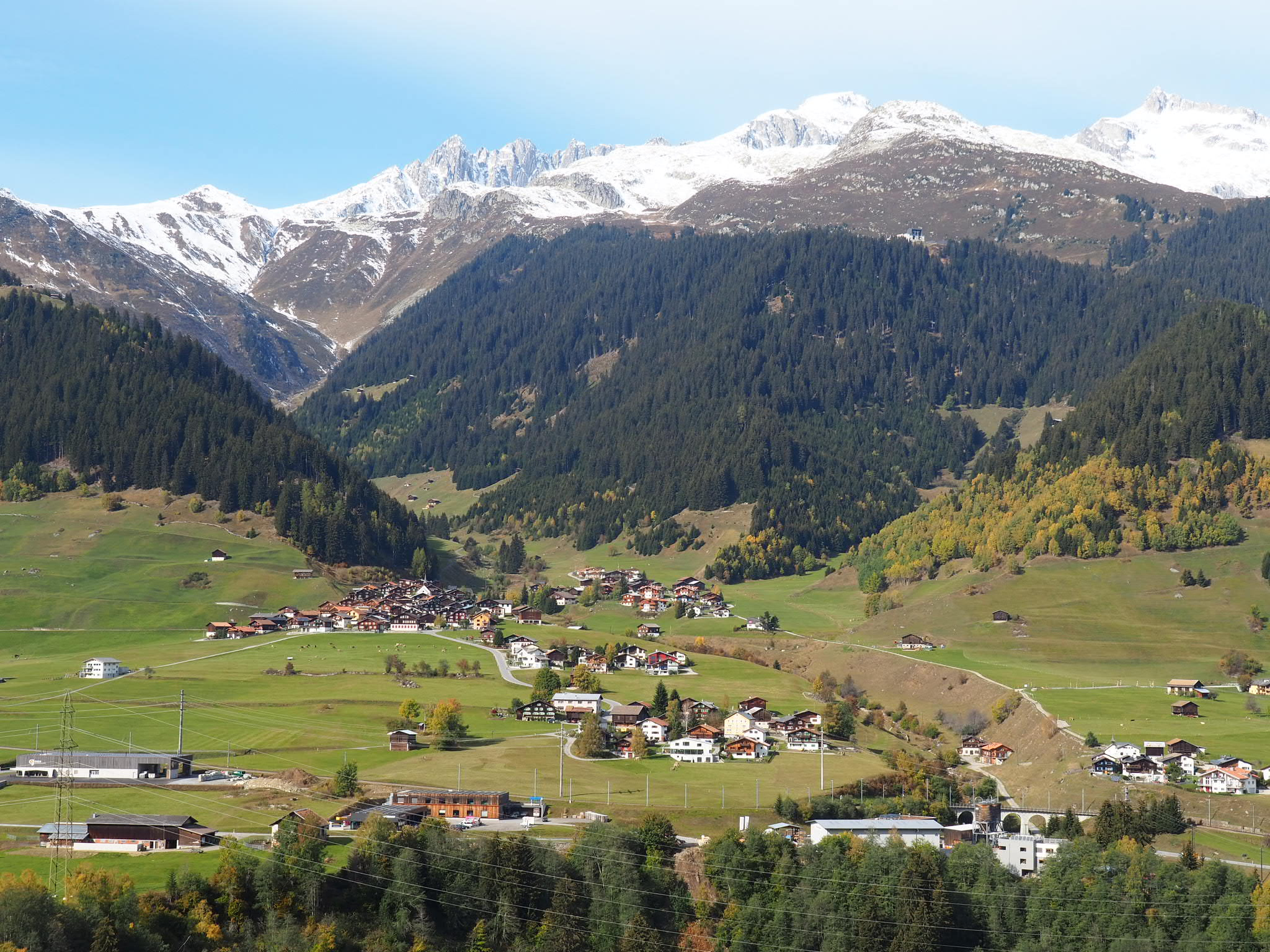
Segnas
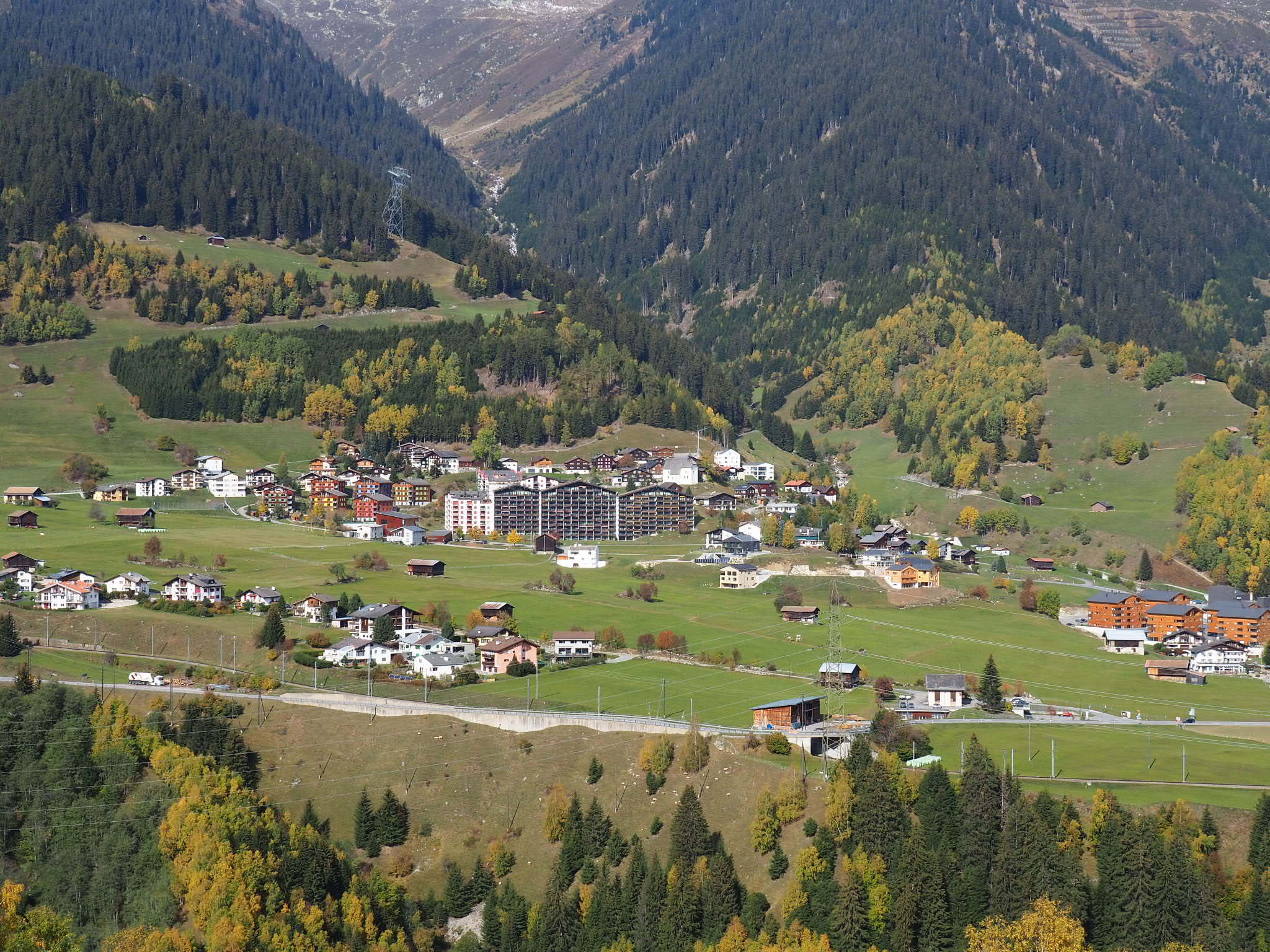
Acletta
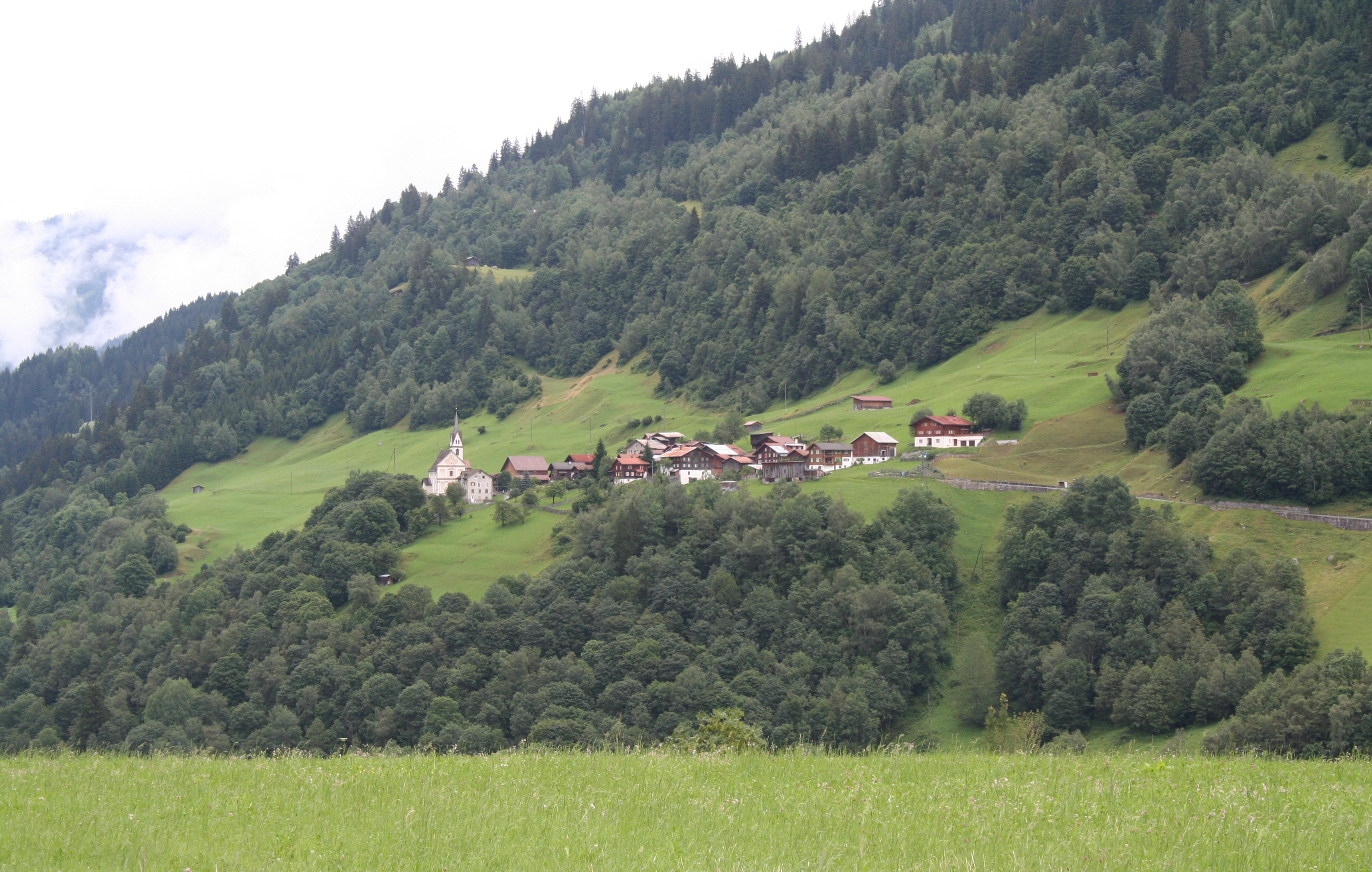
Cavardiras
Disla

### Klima
Für die Normalperiode 1991–2020 beträgt die Jahresmitteltemperatur 7,1 °C, wobei im Januar mit −1,1 °C die kältesten und im Juli mit 15,8 °C die wärmsten Monatsmitteltemperaturen gemessen werden. Im Mittel sind hier rund 122 Frosttage und 29 Eistage zu erwarten. Sommertage gibt es im Jahresmittel rund 23, während normalerweise ein bis zwei Hitzetage zu verzeichnen sind. Die MeteoSchweiz-Wetterstation liegt auf einer Höhe von 1197 m ü. M.
|                        | Jan  | Feb  | Mär  | Apr  | Mai  | Jun  | Jul  | Aug  | Sep  | Okt  | Nov | Dez  |   |       |
| Mittl. Temperatur (°C) | −1,1 | −0,8 | 2,6  | 6,3  | 10,4 | 14,0 | 15,8 | 15,5 | 11,7 | 8,0  | 3,0 | −0,2 | ⌀ | 7,1   |
| Mittl. Tagesmax. (°C)  | 2,6  | 3,5  | 7,6  | 11,4 | 15,7 | 19,9 | 21,7 | 21,1 | 16,8 | 12,8 | 6,8 | 3,2  | ⌀ | 12    |
| Mittl. Tagesmin. (°C)  | −4,1 | −4,2 | −1,3 | 1,9  | 5,8  | 9,0  | 11,0 | 11,1 | 7,7  | 4,5  | 0,1 | −3,1 | ⌀ | 3,2   |
|                        |      |      |      |      |      |      |      |      |      |      |     |      |   |       |
| Niederschlag (mm)      | 66   | 48   | 67   | 83   | 110  | 112  | 109  | 133  | 112  | 106  | 106 | 74   | Σ | 1126  |
|                        |      |      |      |      |      |      |      |      |      |      |     |      |   |       |
| Sonnenstunden (h/d)    | 2,8  | 3,4  | 4,4  | 4,7  | 4,8  | 5,8  | 6,4  | 5,9  | 5,2  | 3,8  | 2,5 | 2,3  | ⌀ | 4,3   |
|                        |      |      |      |      |      |      |      |      |      |      |     |      |   |       |
| Regentage (d)          | 8,5  | 7,4  | 8,5  | 8,3  | 11,5 | 12,3 | 11,8 | 12,9 | 9,7  | 9,0  | 9,8 | 9,1  | Σ | 118,8 |
|                        |      |      |      |      |      |      |      |      |      |      |     |      |   |       |
| Luftfeuchtigkeit (%)   | 69   | 68   | 67   | 65   | 68   | 70   | 71   | 74   | 75   | 73   | 75  | 72   | ⌀ | 70,6  |

| −4,1 |

| −4,2 |

| −1,3 |

| 1,9 |

| 5,8 |

| 9,0 |

| 11,0 |

| 11,1 |

| 7,7 |

| 4,5 |

| 0,1 |

| −3,1 |

| −4,1 |

| −4,2 |

| −1,3 |

| 1,9 |

| 5,8 |

| 9,0 |

| 11,0 |

| 11,1 |

| 7,7 |

| 4,5 |

| 0,1 |

| −3,1 |

## Geschichte
Anfang des 8. Jahrhunderts errichtete der Mönch Sigisbert aus einem burgundischen Kloster eine Zelle in der «Desertina». Dies gemäss der Legende, wahrscheinlich war die Gegend aber bereits vorher besiedelt. Der einheimische Rätier Placidus half ihm dabei und wurde auf Weisung des Landesherrn ermordet. Um 720/750 errichtete Bischof Ursicin über den Grabstätten der Heiligen Sigisbert und Placidus ein Kloster nach den Regeln des Heiligen Benedikt. 940 wurde das Kloster mit seinen wertvollen Kunstgegenständen von Sarazenen durch Brand zerstört (Deckengemälde in der Klosterkirche). Die nach der Flucht zurückkehrenden Mönche bauten die Abtei wieder auf. Ihre Hauptfunktion war dann die von «Hütern des Lukmanierpasses», über den die deutschen Kaiser Otto I., Heinrich II., Kaiser Friedrich I. (Barbarossa) und Sigismund in ihre italienischen Reichsteile reisten. 1020 wurde der Konvent von Kaiser Heinrich II. an die bischöfliche Kirche von Brixen übertragen; die Verfügung wurde 1074 widerrufen und die Immunität des Klosters wiederhergestellt. Es entstand der reichsunmittelbare Klosterstaat Cadi (Casa Dei – ‚Haus Gottes‘), zu dem nicht nur das Gebiet von Brigels bis jenseits des Oberalppasses gehörte, sondern zeitweise auch Gebiete in der Lombardei. Der Disentiser Abt wurde Reichsfürst. Die Fürstäbte wirkten bei der Gründung des Grauen Bundes und des Kantons Graubünden mit, wodurch sie allerdings ihre Machtstellung einbüssten. Das Kloster blieb kultureller Mittelpunkt von Graubünden.
Ende des 17. Jahrhunderts entstand im barocken Baustil eine neue Klosteranlage und 1696 bis 1712 die Klosterkirche Sankt Martin mit Doppelturmfassade nach Plänen von Caspar Moosbrugger. 1799 steckten französische Truppen das Dorf Disentis, Kloster und Kirche in Brand, nachdem sich die Einwohner gegen die Besatzer erhoben hatten. Ende des 19. Jahrhunderts wurde die Klosteranlage umfassend restauriert, rund hundert Jahre später nochmals. Die letzte Restaurierung der Klosterkirche wurde 2019 beendet. Seit 1880 führt das Kloster ein Gymnasium mit Mönchen als Lehrkräften. Die weitere Gewährleistung der Anerkennung als zur Maturität führende Schule wurde Anfang der 1970er-Jahre an zwei Bedingungen geknüpft: Erstens die Zulassung von Mädchen und zweitens die Ergänzung des Lehrkörpers durch zivile Lehrpersonen.
Bis 2002 blieb Disentis/Mustér Gerichts- und Landsgemeindeort der Cadi, dem oberen Teil des Bündner Oberlandes, der Surselva.
Um 1750 errichtete Sebastian von Castelberg das Schloss Caschliun. Es brannte 1830 ab und verfiel anschliessend ganz.
Wie im Kanton Graubünden üblich, wurden die Kreiswahlen in einer Landsgemeinde abgehalten. Nach der Einführung des Frauenstimmrechts wurde 1973 die Beibehaltung dieser Tradition beschlossen. Erst im Jahr 2000 wurde diese 600-jährige Tradition (wegen der Stimmen der anderen Kreisgemeinden) abgeschafft.

### Bevölkerungsentwicklung
| Jahr      | 1850 | 1900 | 1950 | 2000 | 2010 | 2012 | 2014 | 2020 |
| Einwohner | 1260 | 1359 | 2330 | 2172 | 2111 | 2045 | 2058 | 2010 |

## Wappen
| Wappen von Disentis/Mustér | Blasonierung: «In Blau silbernes (weisses) Andreaskreuz»                                                                        |
| Wappen von Disentis/Mustér | Das Wappen der Gemeinde Disentis/Mustér zeigt das Andreaskreuz, ein Kreuz mit zwei diagonal verlaufenden sich kreuzenden Balken |

## Wirtschaft

### Industrie
Aus der Lehrwerkstatt der Landis+Gyr aus den Siebzigerjahren entstand 1989 die Distec AG, welche im Formen- und Metallbau tätig ist. Dort werden Präzisionsteile für die Aviatik, den Fahrzeugbau und die Industrie gefertigt.

### Tourismus

Disentis, historisches Luftbild vom Oktober 1954, aufgenommen von Werner Friedli

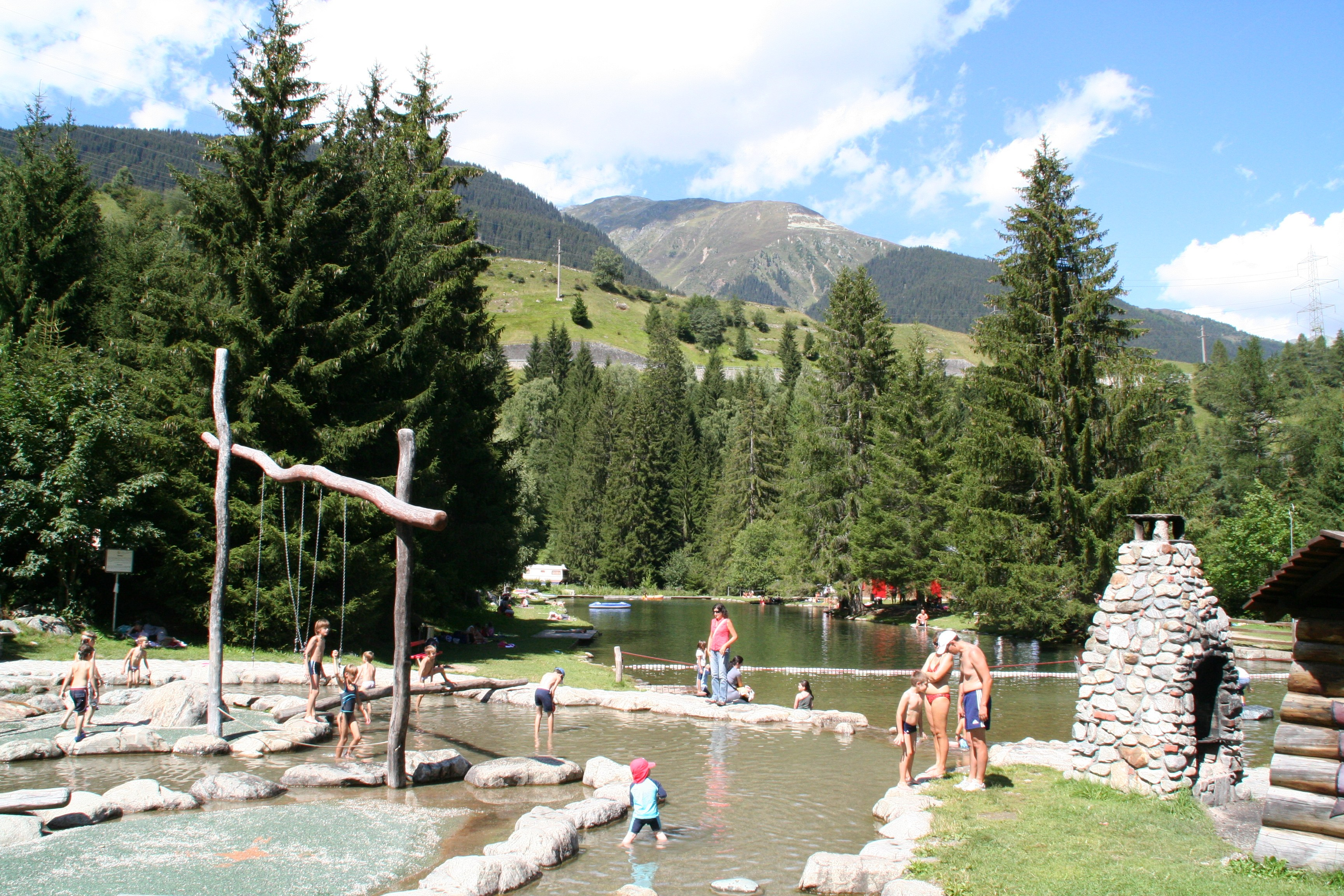
Badesee Fontanivas

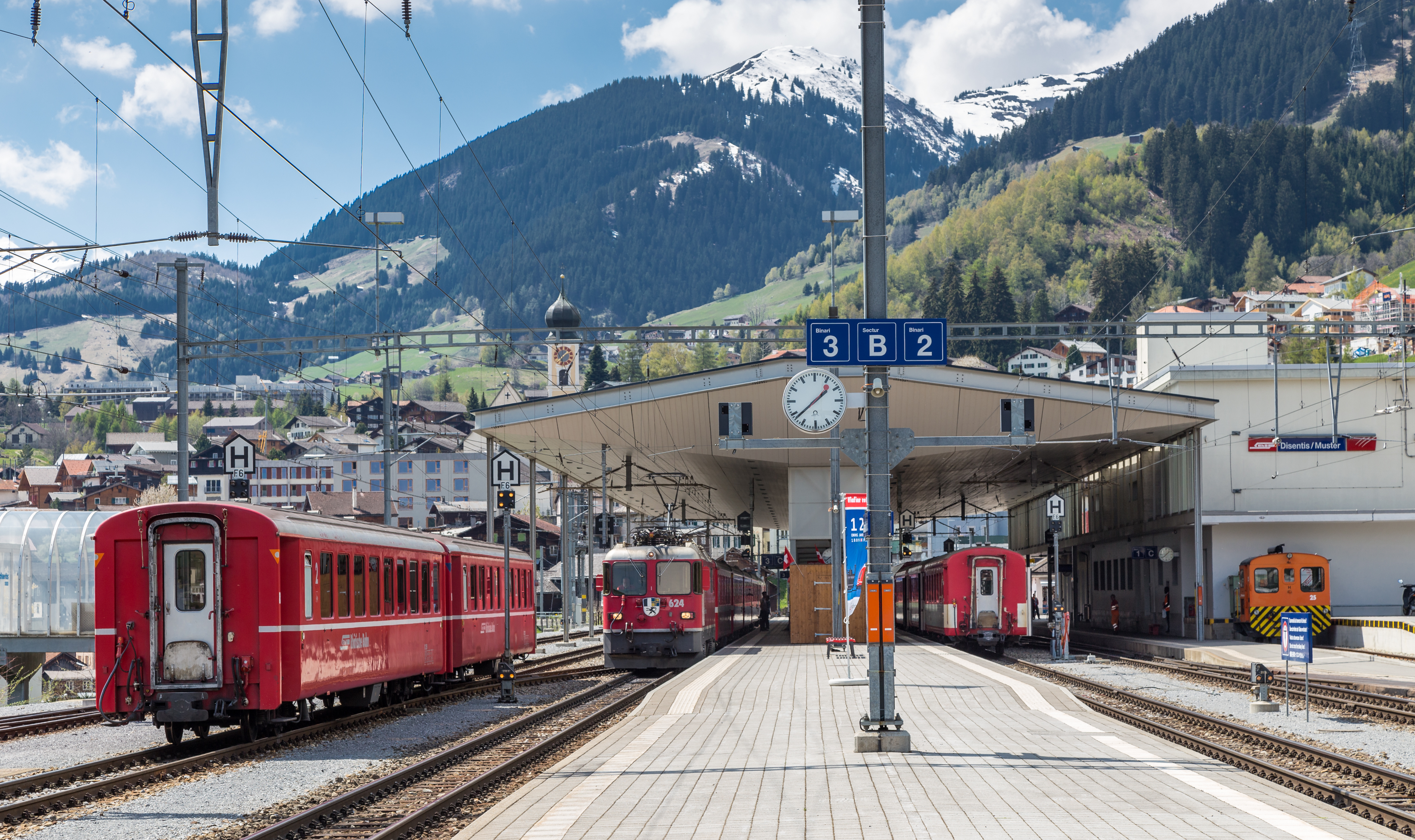
Bahnhof Disentis/Mustér

Auf dem Areal des zerfallenen Schlosses Caschliun errichtete der Arzt Augustin Condrau 1877 das Hotel «Disentiser Hof», das ab 1909 die Radonquelle S. Placidus nutzte. Dadurch entwickelte sich ein erster Badetourismus, und Disentis wurde zum Kurort. Die Quelle ist inzwischen nicht mehr in Betrieb, da eine Lawine die Zubringerleitung 1984 zerstörte. Das alte Hotel wurde 1977 durch einen Neubau ersetzt.
Rund um Disentis/Mustér erstrecken sich über 180 km Wanderwege und 30 km Loipen für den Wintersport. Das auf knapp 3000 m ü. M. reichende Skigebiet wird unter dem Namen «Disentis 3000» durch die Bergbahnen Disentis AG betrieben. Seit 2019 besteht eine Anbindung an das Skigebiet Andermatt-Sedrun.
Beim Campingplatz Fontanivas am Vorderrhein ist ein Badesee mit grossem Kinderspielplatz angelegt. Es besteht die Möglichkeit, Gold zu waschen.
1980 wurde das Sportzentrum eröffnet.
Überregionale Resonanz hat das Anfang Juli jährliche Hochfest des Klostergründer der Benediktinerabtei in Disentis (Hochfest St. Placi) zu Ehren der Heiligen Placidus und Sigisbert von Disentis.

### Verkehr
In Disentis/Mustér gabelt sich die Hauptstrasse 19 aus Chur zum Lukmanierpass und zum Oberalppass. Ausserdem endet hier die Vorderrheinlinie der Rhätischen Bahn. Sie wird nach Westen von der Matterhorn-Gotthard-Bahn (MGB) weitergeführt. Der Bahnhof dient dem Lokwechsel bei den durchgehenden Glacier-Express-Zügen. Dieser ist notwendig, weil die RhB ohne Zahnrad fährt, die MGB jedoch abschnittweise mit Zahnrad.
Folgende Bahnlinien bedienen den Bahnhof Disentis/Mustér:
- Zermatt – Brig – Andermatt – Disentis/Mustér – Chur – Samedan – St. Moritz       HN (Glacier Express)
- RE 7 Chur – Reichenau-Tamins – Ilanz – Trun – Disentis/Mustér  (RhB)
- RE 45 Disentis/Mustér – Sedrun – Oberalppass – Andermatt (MGB)

Über den Lukmanierpass führt eine Postautolinie. Seit 2000 ist die Strasse auch im Winter offen, allerdings besteht die Postautoverbindung in den Süden nur im Sommer.
Disentis/Mustér war 2017 Mitglied der Alpine Pearls, die sich für umweltfreundliche Mobilität im Alpenraum einsetzen.

## Sehenswürdigkeiten
- Das Kloster Disentis mit der Klosterkirche Sankt Martin, der Marienkirche sowie dem Klostermuseum (sakrale mittelalterliche Kunst, kostbare Textilien und Naturschätze) ist das bedeutendste Bauwerk im Ort.
- Sehenswert sind auch die Kapelle St. Agatha, die barocke Marienkapelle in Acletta[18], die Sankt Placiduskirche und die barocke Pfarrkirche Sankt Johannes Baptist mit ihrem prachtvollen spätgotischen Strigel-Altar[19].
- Neben der Kapelle St. Agatha führt die Hängebrücke La Pendenta über den Vorderrhein. Die Hängebrücke mit einer Spannweite von 270 Metern ist die längste Hängebrücke des Kantons Graubünden, Eröffnung 2024.
- Schulhaus von Hermann und Hans Peter Baur, 1969–1973[20]
- Ein moderner Sakralbau ist das Evangelische Gemeindezentrum Aua Viva
- Klosterhof Salaplauna, 2010, Architekt: Gion A. Caminada[21]
- Mädcheninternat (Caminada Haus), 2004[22]
- Kapelle Sankt Luzius, in Disla[23]
- Kapelle Sankta Maria, in Acletta[24]
- Im Mineralienmuseum Cristallina sind einheimische Bergkristalle von besonderer Schönheit ausgestellt.
- An der Grenze zur Nachbargemeinde Sumvitg liegt die alte Russeinerbrücke.
- Der Verein Stalusa zeigt die alten Festungen aus dem Ersten und Zweiten Weltkrieg. Zum Verein Stalusa gehört ebenfalls das Werk A8717 “Stalusa” aus dem Kalten Krieg. Es befindet sich 2,5 km nordöstlich von Disentis/Mustér und wurde im Jahre 1967, eingebettet in der Sperrstelle “Russein”, erbaut. Das Werk befindet sich im ursprünglichen Zustand, weist eine sehr gute Bausubstanz auf und ist nicht desarmiert.

Eine direkte Zufahrt ist aus verkehrstechnischen Gründen nicht möglich. Östlich und westlich der Festung finden sich Parkmöglichkeiten entlang der Kantonsstrasse, von denen die Festung in wenigen Minuten zu erreichen ist.

## Fotos

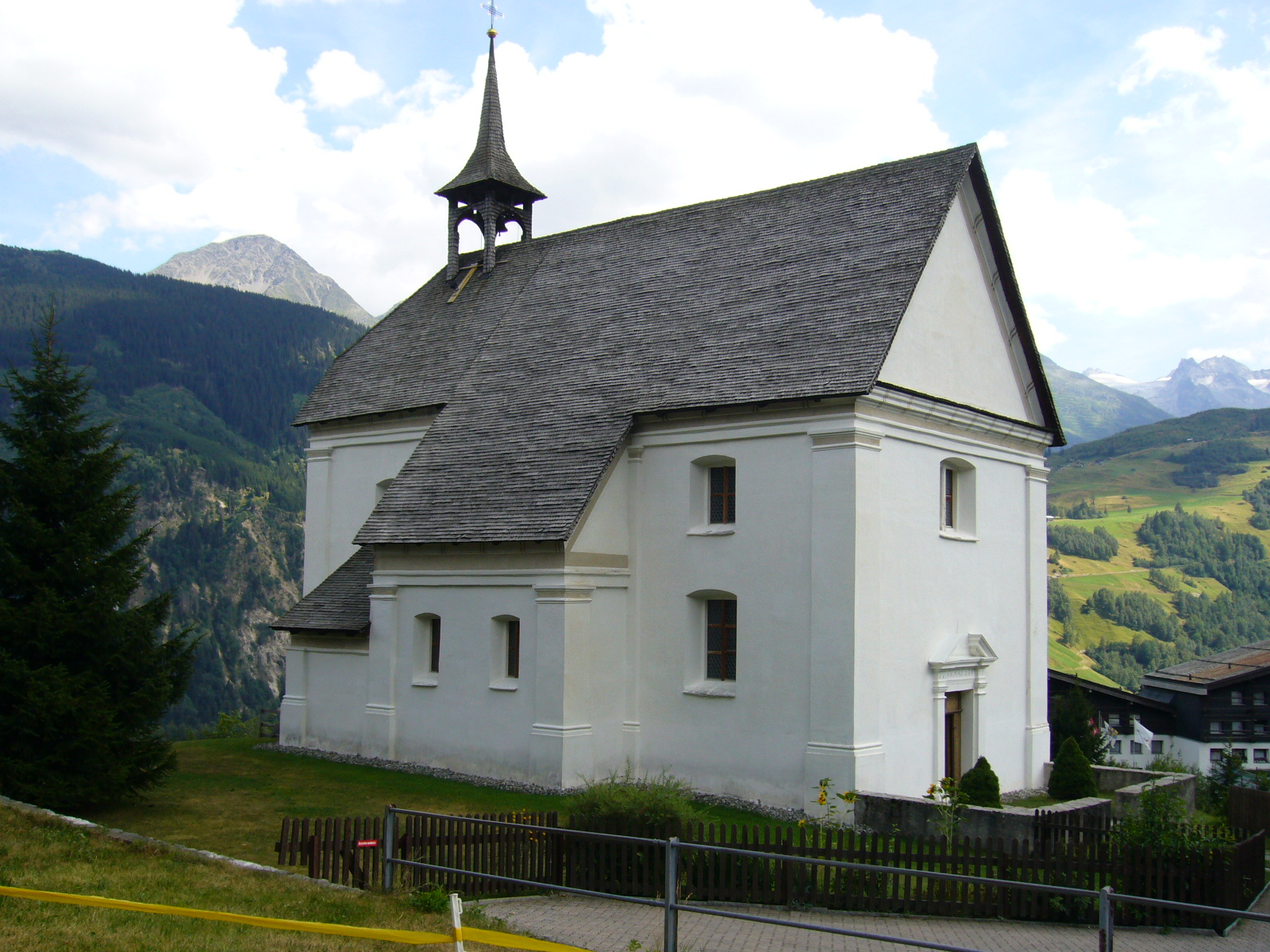
Kapelle Maria Immaculata in Acletta
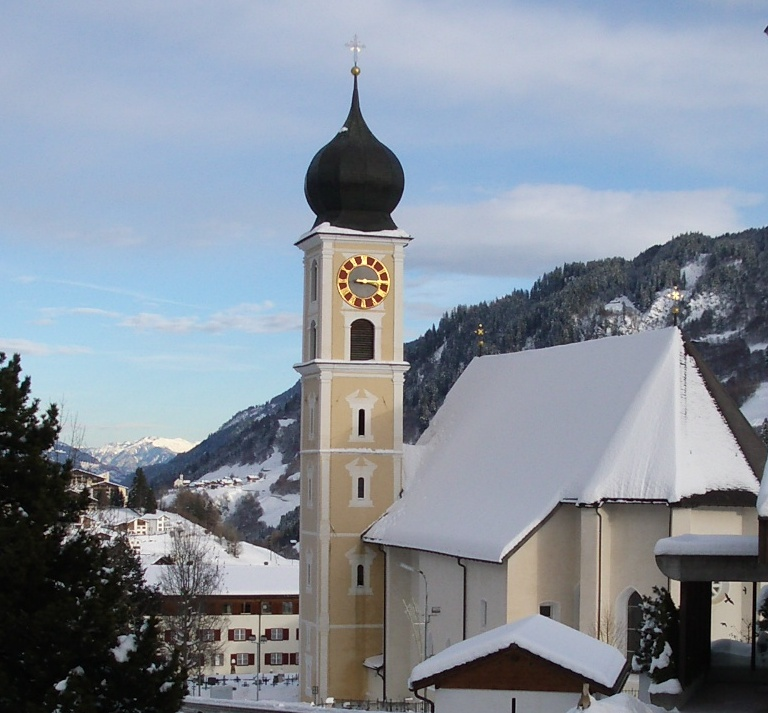
Hauptkirche St. Johann der Täufer, 1261 erstmals erwähnt
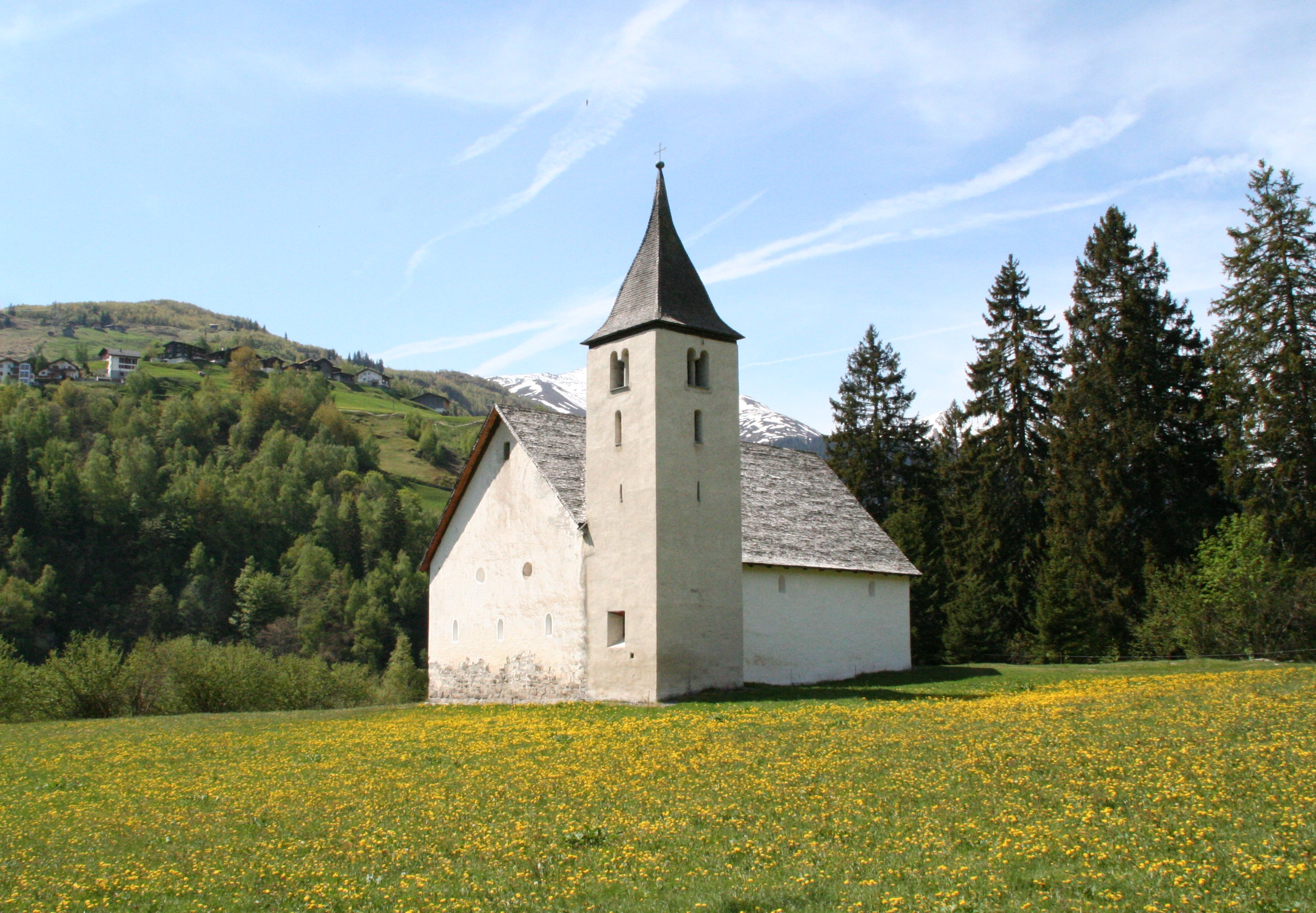
Kapelle Sankt Agatha, Ansicht von Nordosten
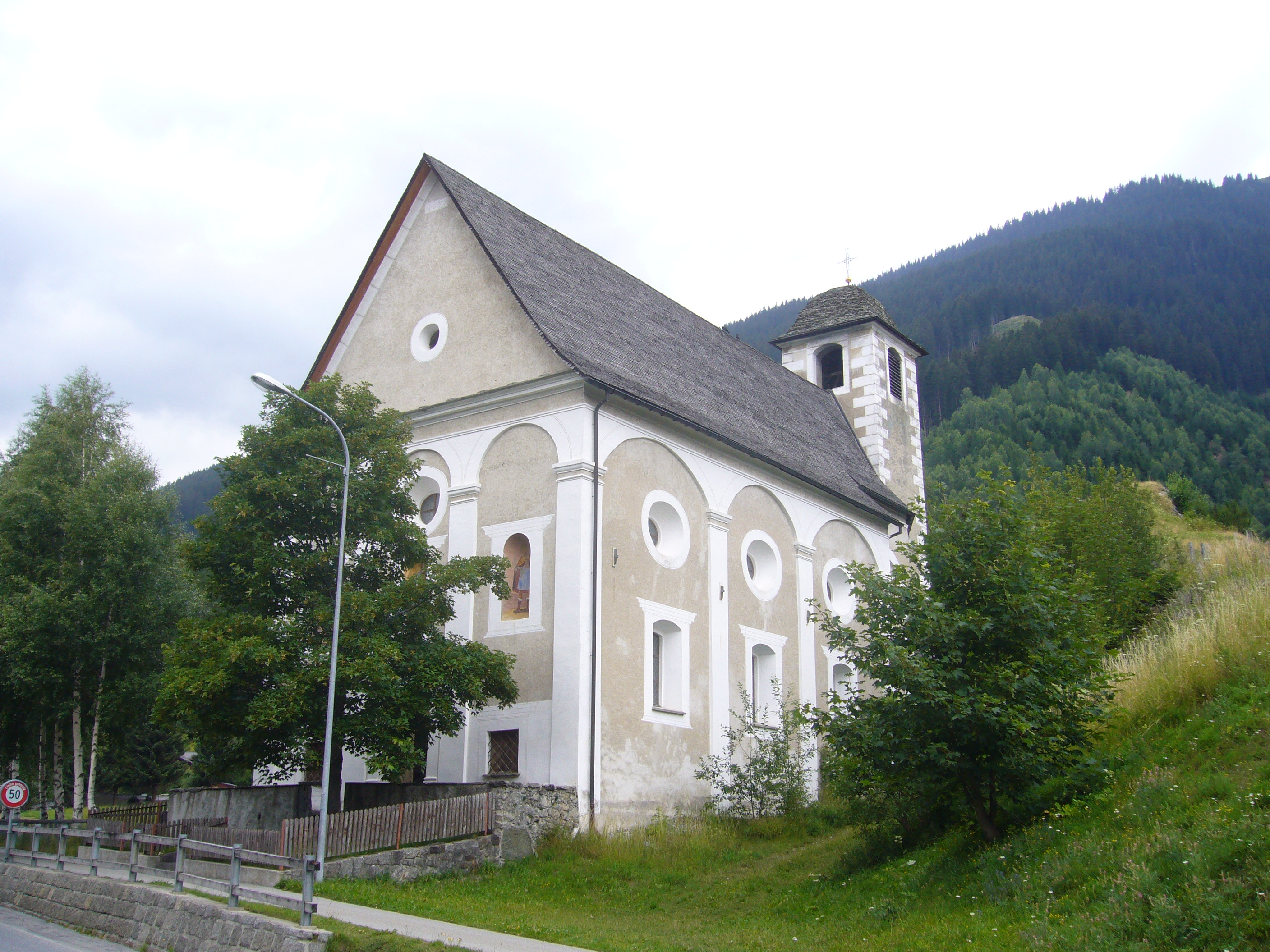
Aussenansicht der Kapelle Sankt Placidus
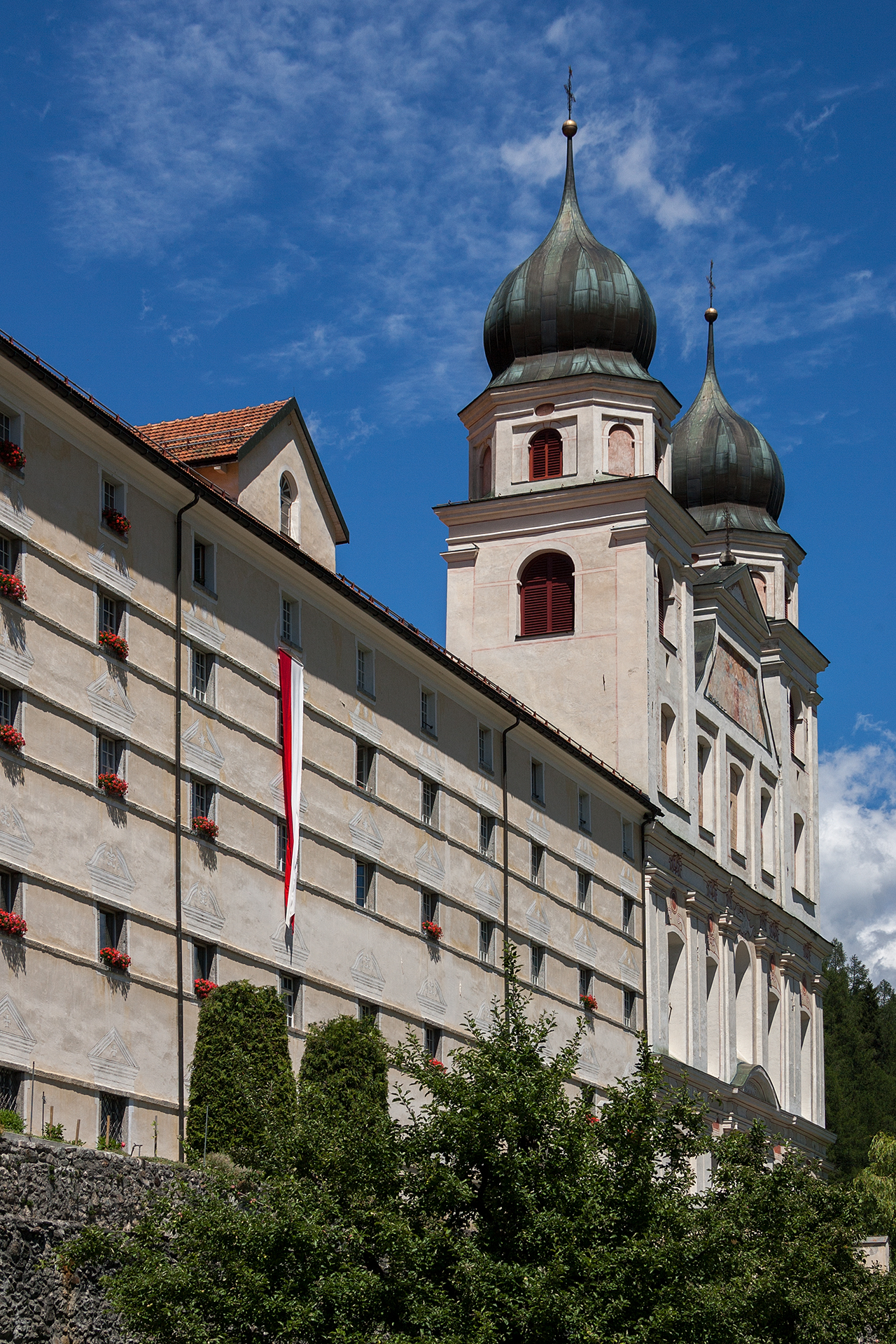
Kloster
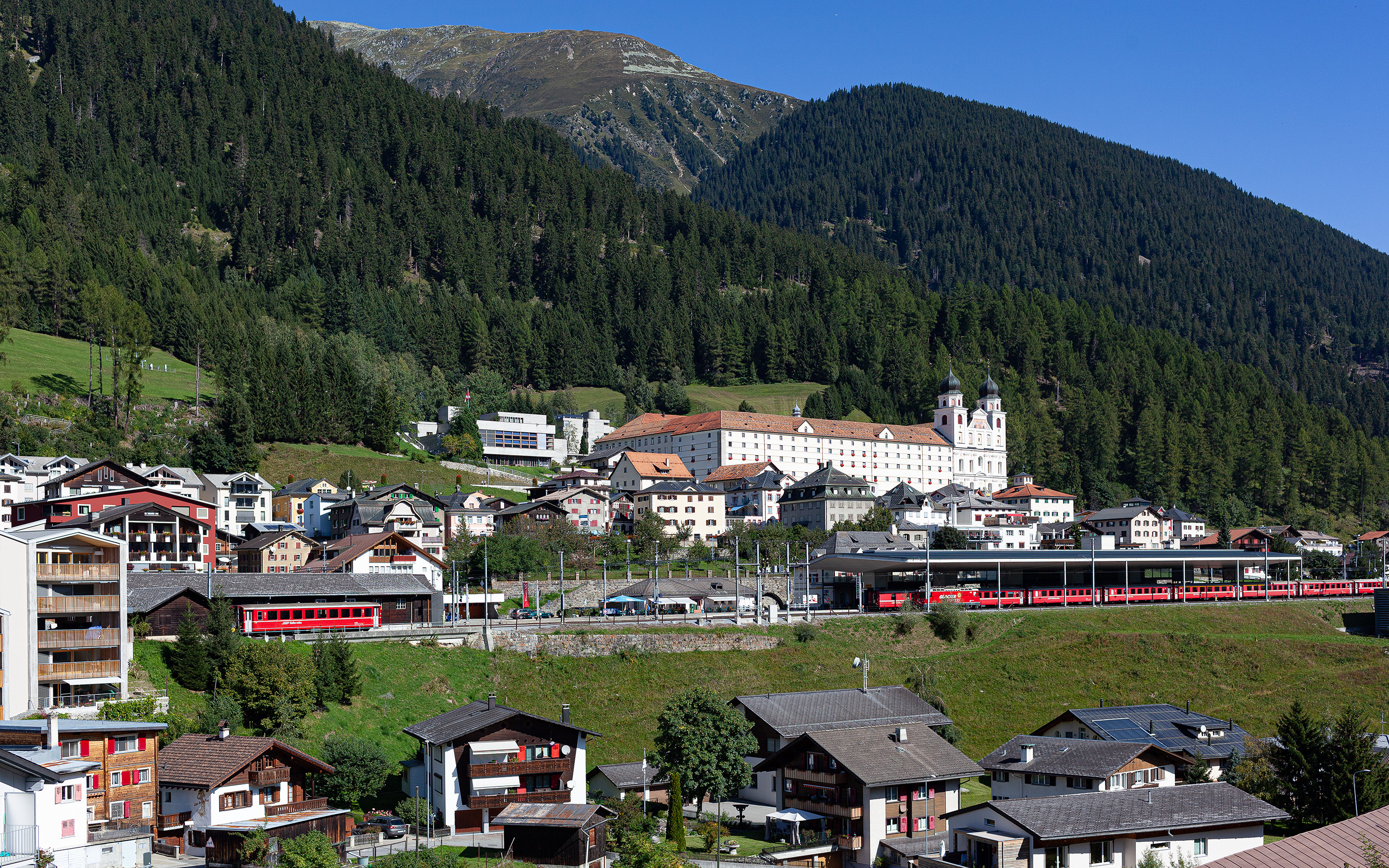
Kloster Disentis von der Via Lucmagn aus gesehen
Disentis, untere St.Placi-Quelle. Historisches Bild von Leo Wehrli (1948)

## Persönlichkeiten
- Jakob Bundi (1565–1614), Abt von Kloster Disentis
- Moritz Frosch (* 1572; † vor 27. März 1592), Künstler, Maler aus dem Vorarlberg. 1572 zusammen mit seinem Sohn Jörg Frosch schuf den Castelbergaltar in der Klosterkirche von Disentis[25]
- Placidus a Spescha (1752–1833), Benediktinerpater
- Placi Condrau (1819–1902), Politiker
- Duri Sialm (1891–1961), Komponist
- Flurin Maissen (1906–1999), Benediktinerpater
- Pankraz Winiker (1925–2013), Abt von Kloster Disentis
- Walter Wittmann (1935–2016), Wirtschaftswissenschaftler
- Dumeni Columberg (* 1941), Politiker

sowie
- Adalbert III. de Funs (1646 in Acletta bei Disentis–1716), Abt von Disentis
- Abt Adalbert II. de Medell (1628 in Tujetsch bei Distenis–1696), Abt von Disentis

Persönlichkeiten mit Bezug zu Disentis
- Zita von Bourbon-Parma (1892–1989), letzte Kaiserin von Österreich und Königin von Ungarn, Ehefrau von Kaiser Karl I.[26]